# سويرس الأنطاكي
سَوِيرُس الأَنْطَاكِيّ (باللاتينية: Sevērus؛ باليونانية: Σεβῆρος؛ 456–538 مـ) هو عالم عقيدة، وقسيس من الإمبراطورية البيزنطية، ولد في بيسيديا، توفي في مصر، عن عمر يناهز 82 عاما.

## مناصب
تولى منصب بطريرك أنطاكية (512–538).

## روابط خارجية
- ساويرس الأنطاكي على موقع الموسوعة البريطانية (الإنجليزية)